# Devenir de la Transnistrie

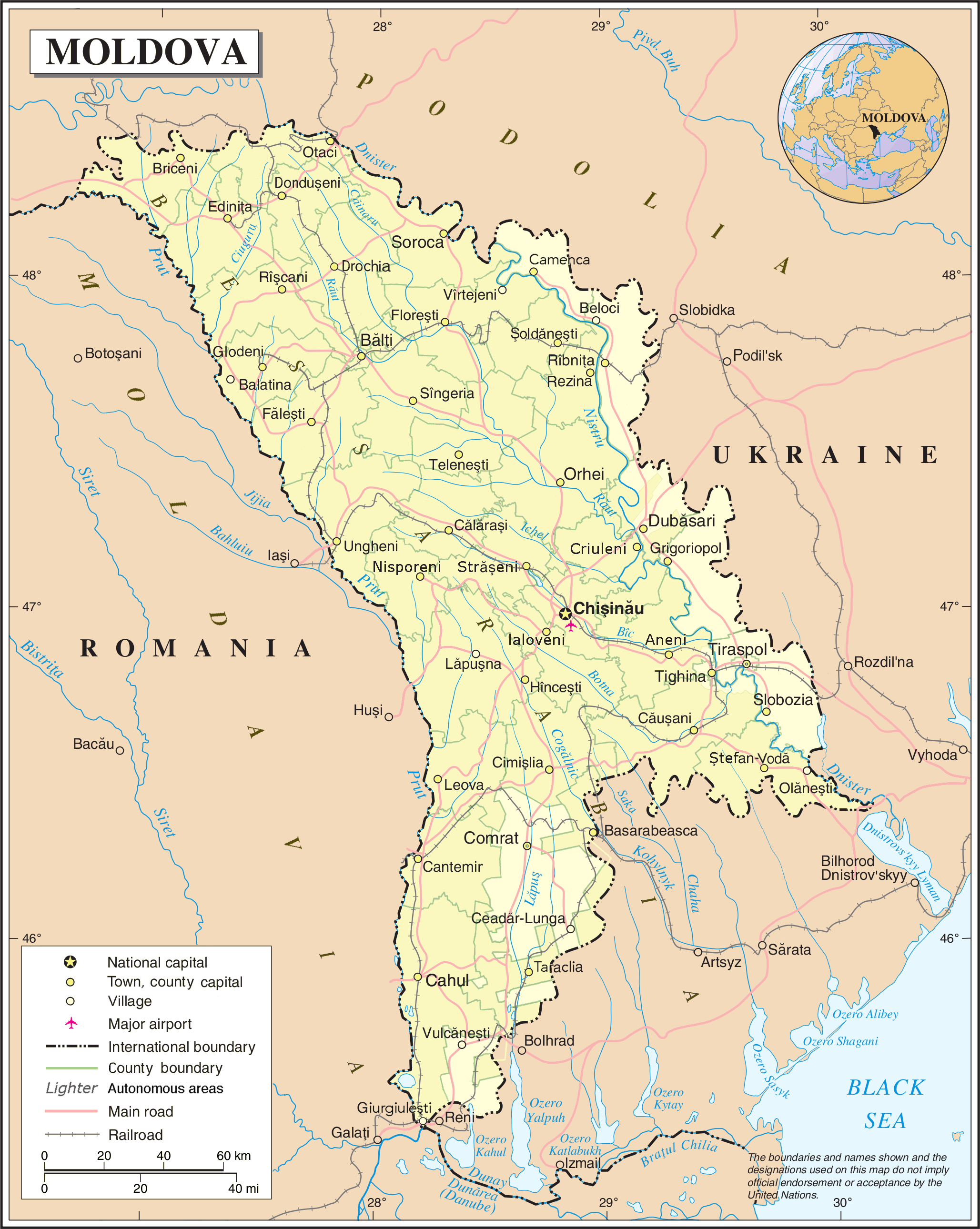
Carte de Moldavie de jure (selon le droit international) montrant (en jaune plus pâle) les territoires de la Transnistrie à l'est et de la Gagaouzie au sud comme régions autonomes du pays.

Le devenir de la Transnistrie (en russe будущее Приднестровья boudouchtcheïé Pridniestrovïa, en moldave/roumain devenirea Transnistriei, en ukrainien майбутнє Придністров'я maïboutne Pridnistrov'ïa) est le panel d'options et de propositions pour l'avenir de cet État séparatiste d'Europe de l'Est, non reconnu internationalement mais considéré en droit international comme faisant partie de la Moldavie. Les autorités séparatistes transnistriennes, basées à Tiraspol, ont à de nombreuses reprises proposé soit la reconnaissance de leur indépendance, soit leur rattachement à la Russie afin de former une oblast russe exclavée à l'exemple de l'oblast de Kaliningrad. Les autorités moldaves, elles, ont proposé l'intégration de la Transnistrie dans le droit international en tant que région autonome de la Moldavie.
La Transnistrie s'est séparée de la Moldavie en 1991 par crainte d'une éventuelle unification entre la Moldavie et la Roumanie, pays décrit par les médias russes comme « fasciste et impérialiste ». Cela a déclenché la guerre de Transnistrie de 1992, l'un des premiers conflits post-soviétiques, par laquelle la Transnistrie, militairement soutenue par la Russie, a réussi à rester séparée de la Moldavie. La Russie n'a pas pour autant reconnu l'indépendance de la Transnistrie qui reste aujourd'hui légalement et internationalement considérée, même par la Russie, comme faisant partie de la Moldavie.

## Dénominations
Le nom Pridniestrovie (« près du Dniestr ») est l'appellation usuelle russe de cet État. Le nom Transnistrie (« au-delà du Nistre ») est l'appellation usuelle moldave francisée. L'auto-désignation de cet État est « République moldave du Dniestr » (RMD, en moldave/roumain Република Молдовеняскэ Нистрянэ - Republica Moldovenească Nistreană, en russe Приднестровская Молдавская Республика et en ukrainien Придністровська Молдавська Республіка soit ПМР - PMR). En 1990, lorsque la Moldavie déclare son indépendance, la Transnistrie choisit de rester membre de l'Union des républiques socialistes soviétiques et en 1991, lorsque se produit la dislocation de l'URSS, elle proclame son indépendance. Étant donné qu'entre ces deux dates Mikhaïl Gorbatchev, alors secrétaire général du Parti communiste de l'Union soviétique, n'a pas reconnu sa souveraineté, aucun membre des ONU ne la reconnaît pas non plus. Seules l'Abkhazie et l'Ossétie du Sud reconnaissent son indépendance, toutes deux non reconnues internationalement mais reconnues par la Russie. La Transnistrie avait aussi été reconnue par l'Artsakh arménien, mais celui-ci a cessé d'exister en 2023. La Russie ne reconnaît pas l'indépendance transnistrienne de jure, mais assure de facto son indépendance en y maintenant des troupes et en y assurant la logistique. Elle y a établi un consulat, qui a délivré 200 000 passeports russes à la moitié des habitants de la Transnistrie.

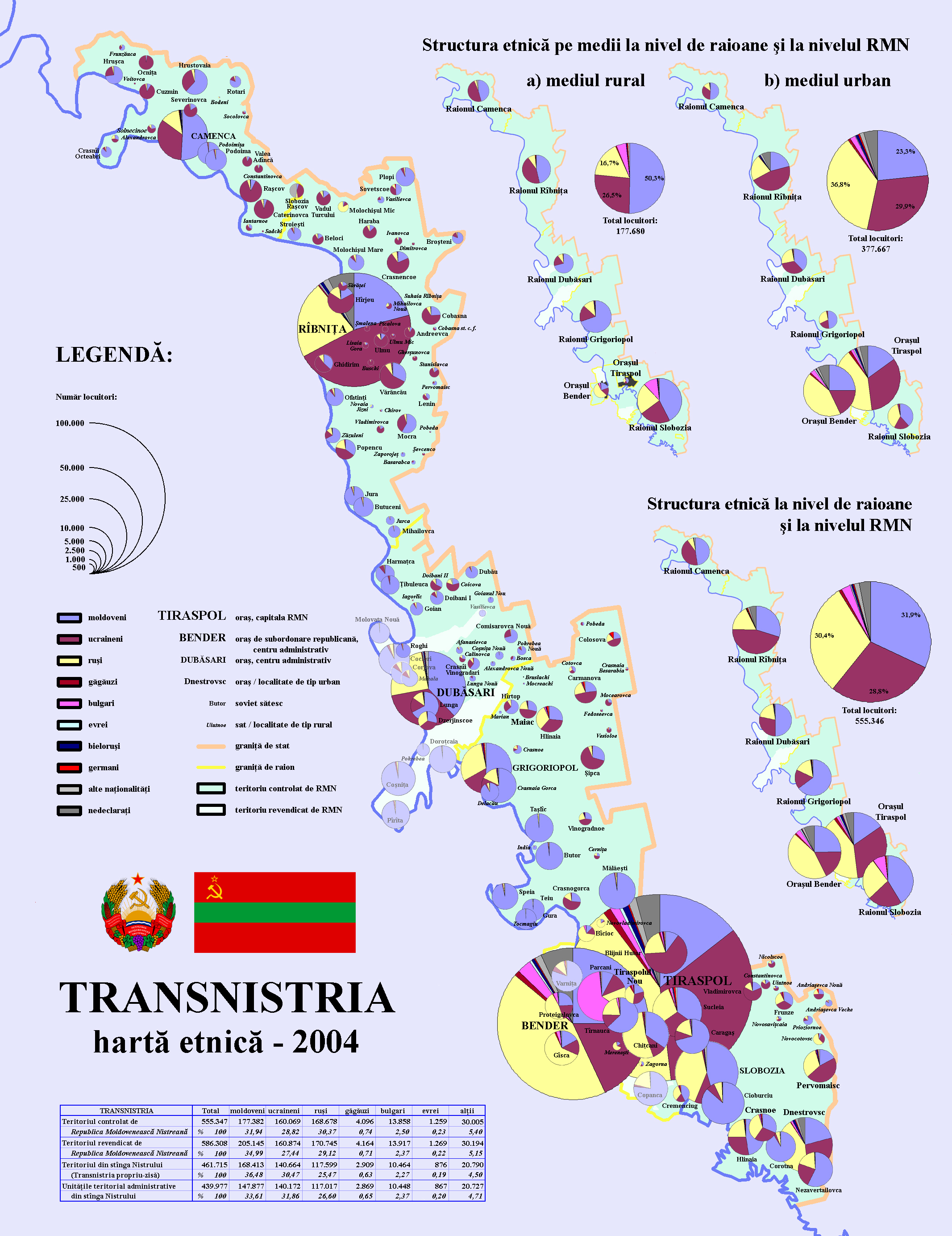
Carte ethnique de la Transnistrie basée sur le recensement de Transnistrie de 2004.

## Peuplement
Selon le recensement de Transnistrie de 2015 (en), la Transnistrie est un territoire à majorité russe, avec 34 % de la population s'identifiant comme Russes, 33 % Moldaves/Roumains et 26,7 % Ukrainiens. Le reste de la population qui a déclaré son appartenance ethnique appartient à de plus petites minorités : les Bulgares représentaient 2,8 %, les Gagaouzes 1,2 %, les Biélorusses 0,6 %, les Allemands 0,3 % et les Polonais 0,2 %. Plus personne ne s'est déclaré Juif ni Tsigane.

## Reconnaissance internationale de la Transnistrie
L'option préférée par les autorités transnistriennes est que leur indépendance de facto, soit reconnue de jure par la communauté internationale dans le même traité international qui pourrait reconnaître le transfert de l'Ukraine à la Russie des régions administrées par cette dernière depuis le 30 septembre 2022. Pour cela, le gouvernement de Tiraspol a développé un argumentaire reposant sur les « Quatre piliers » suivants :
1. Autodétermination : la Transnistrie soutient que puisque la majorité des pays d'aujourd'hui ont été fondés sur ce principe, elle a, elle aussi ce droit moral ;
2. Histoire séparée de la Transnistrie de la Moldavie qui fait référence au fait que la Transnistrie n'a jamais fait partie de la Principauté de Moldavie, mais de la Podolie, le fleuve Dniestr formant la frontière internationale entre les deux entités historiques. La Transnistrie soutient donc que la revendication de la Moldavie sur la Transnistrie n'est pas étayée par l'histoire ;
3. Caractère distinctif réel : selon le gouvernement de Tiraspol, la Transnistrie, à majorité slave depuis plus d'un millénaire, a peu de choses en commun avec la Moldavie, à majorité latine[3],[4];
4. Annulation des conséquences du Pacte germano-soviétique de 1940 : c'est l'argument juridique selon lequel le seul lien entre la Moldavie et la Transnistrie serait l'annexion forcée de 1940 de la Moldavie orientale par l'URSS, mais que cette annexion a été déclarée nulle et non avenue par la Moldavie elle-même dans sa proclamation d'indépendance en 1990. Cela, fait valoir la Transnistrie, annule également toute revendication territoriale obtenue à la suite du pacte en raison du principe juridique du statu quo ante bellum : dans ce cas « frontière sur le Dniestr ».

À cet argumentaire, les autorités moldaves de Chișinău répondent que :
1. pour que le « principe d'autodétermination » s'applique selon le droit des peuples à disposer d'eux-mêmes et le droit moral, il faudrait qu'un référendum puisse avoir lieu non pas sous la « protection » russe et dans un système politique autoritaire comme cela a été le cas depuis trente-cinq ans[5],[6], mais dans une totale liberté d'expression et d'action de tous les citoyens, sous l'égide d'observateurs internationaux neutres délégués par l'ONU et sans pressions politiques ou économiques d'aucune sorte[7] ;
2. si la Transnistrie n'a que rarement et brièvement fait partie de la Principauté de Moldavie, le fleuve Dniestr n'a jamais été une « infranchissable frontière » avec la Podolie : des Slaves se sont installés en Moldavie et des Moldaves en Podolie, et c'est même pour cela qu'en 1924 les autorités soviétiques y ont créé une République socialiste soviétique autonome moldave, matrice de la future République socialiste soviétique moldave établie sur les deux rives du fleuve en 1940[8] ;
3. la notion de « spécificité réelle » fait fi non seulement du point qui précède, mais aussi de l'identité religieuse entre les deux rives du Dniestr[9], de l'existence des Volochovènes aux XIe – XIIIe siècles[10], fruits d'une « osmose millénaire entre slaves et romans »[11], et également du destin commun des deux entités à l'époque soviétique[12] ;
4. L'« annulation des conséquences du pacte Hitler-Staline » et le retour au principe juridique du statu quo ante bellum de la « frontière sur le Dniestr » signifierait aussi l'obligation, pour l'Ukraine, de céder à la Moldavie les régions historiquement moldaves puis roumaines entre 1918 et 1940 de l'oblast de Tchernivtsi et du Boudjak, sans compter la question des frontières orientales de la Pologne et les transferts de population qui ont eu lieu depuis 1940, ce qui bouleverserait la vie de millions de personnes[13].

Outre les « Quatre piliers », la Transnistrie joue aussi sa crédibilité sur le terrain des valeurs éthiques, n'hésitant pas à s'éloigner ainsi des principes défendus par Vladimir Poutine : elle affirme « approuver les valeurs fondamentales de la civilisation mondiale pour une inclusion harmonieuse de la Pridnestrovie dans la communauté démocratique internationale au moyen d'une coopération active ». Elle affirme vouloir coopérer avec l'Organisation pour la sécurité et la coopération en Europe en raison de son importance « en tant que médiateur dans le processus de négociation entre la Moldavie et la Pridnestrovie… pour assurer la stabilité régionale » et en « s'appuyant sur l'expérience européenne à l'avenir pour un développement politique, économique, scientifique et technique positif et culturel ».
Mais la Transnistrie n'est membre d'aucune organisation internationale à l'exception de la Communauté pour la démocratie et les droits des nations (russe : Сообщество за демократию и права народов, communément connue sous le nom de « Commonwealth des États non reconnus »), dont font également partie les républiques séparatistes d'Ossétie du Sud et d'Abkhazie, également soutenues par la Russie. Même si la Russie n'a pas reconnu formellement l'indépendance de la Transnistrie, elle y maintient un consulat habilité à délivrer aux habitants des passeports russes (200 000 ont été émis). Durant une visite à Kiev, le  président russe Dmitri Medvedev a affirmé soutenir le « statut spécial de la Transnistrie » et le « reconnaître le rôle stabilisateur important » de l'armée russe. Toutefois le soutien russe est à « géométrie variable » : ainsi son retrait a condamné la république arménienne d'Artsakh (qui s'est effondrée en 2023) depuis que la Russie s'est attachée à consolider ses conquêtes en Ukraine du Sud-Est, renonçant jusqu'à présent à faire la jonction avec la Transnistrie et renonçant pour le moment à renverser le gouvernement pro-européen de la Moldavie élu en 2016.

### États qui reconnaissent formellement la Transnistrie comme indépendante
- Reconnaissance diplomatique et relations bilatérales

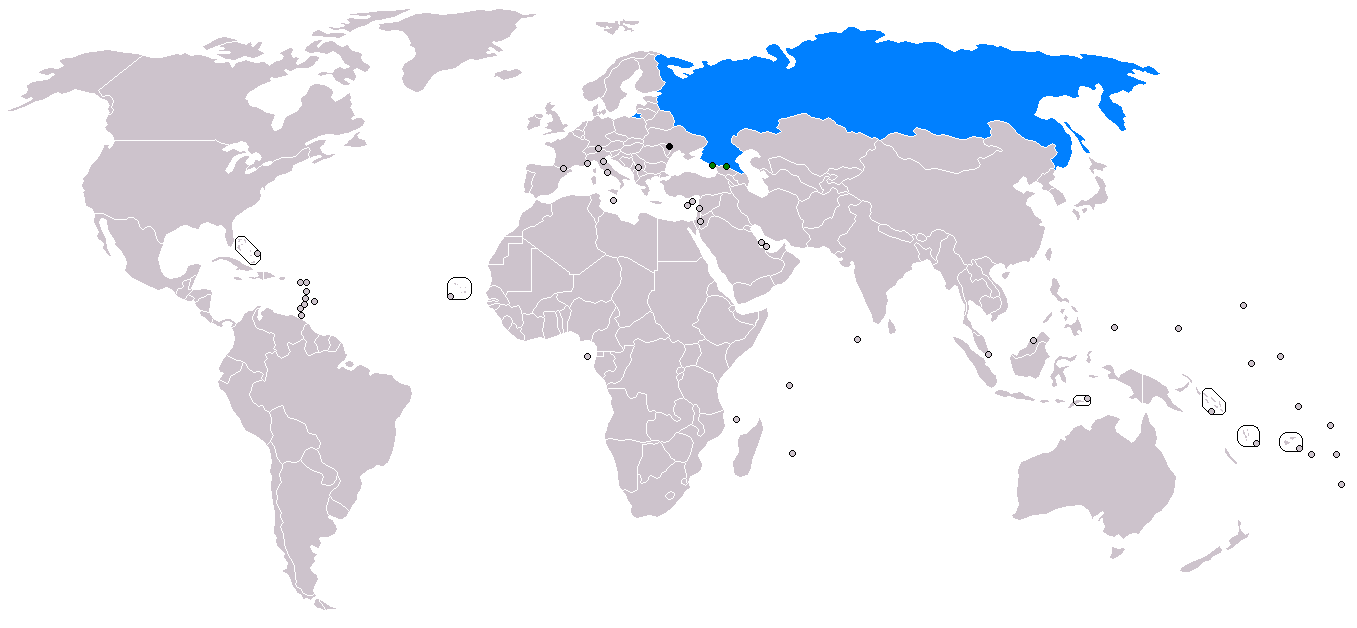
Reconnaissance diplomatique et relations bilatérales
Reconnaissance diplomatique seulement
Représentation diplomatique en Transnistrie sans reconnaissance de l'indépendance

| Entité                | Date de reconnaissance | Établissement des relations diplomatiques | Notes |
| --------------------- | ---------------------- | ----------------------------------------- | --- |
| Abkhazie              | 17 novembre 2006       | —                                         | Reconnaissance mutuelle,. Représentation permanente de l'Abkhazie à Tiraspol                                                        |
| Ossétie du Sud-Alanie | 17 novembre 2006       | —                                         | Reconnaissance mutuelle. Consulat d'Ossétie du Sud en Transnistrie. Construction d'une ambassade de Transnistrie en Ossétie du Sud. |

Reconnaissance internationale de la Transnistrie
Transnistrie
États qui reconnaissent ou ont reconnu la Transnistrie comme indépendante (les deux restants, l'Abkhazie et l'Ossétie du Sud-Alanie, sont
partiellement reconnus)

Ces deux états auto-proclamés ne sont pas membres de l'ONU. La Transnistrie a aussi été reconnue par l'Artsakh mais l'Artsakh, privée du soutien russe, s'est effondrée et s'est auto-dissoute le 31 décembre 2023.

### États qui ne reconnaissent pas la Transnistrie comme indépendante
| État               | Notes |
| ------------------ | --- |
| Albanie            | Avec d'autres États, dans la position commune 2009/139/PESC du Conseil du 16 février 2009, l'Albanie a soutenu « le renouvellement des mesures restrictives à l'encontre des dirigeants de la région transnistrienne de la république de Moldavie. » |
| Biélorussie        | Officiellement, de jure, la Biélorussie, alignée sur les positions de la Russie, ne reconnaît pas la Transnistrie comme indépendante mais de facto les entreprises et les responsables biélorusses et russes traitent la Transnistrie comme indépendante. |
| Bosnie-Herzégovine | Avec d'autres États sur la position commune 2009/139/PESC du Conseil du 16 février 2009, la Bosnie a soutenu « le renouvellement des mesures restrictives à l'encontre des dirigeants de la région transnistrienne de la république de Moldavie. » |
| Croatie            | Avec d'autres États sur la position commune 2009/139/PESC du Conseil du 16 février 2009, la Croatie a soutenu « le renouvellement des mesures restrictives à l'encontre des dirigeants de la région transnistrienne de la république de Moldavie. ». |
| Géorgie            | Avec d'autres États sur la position commune 2009/139/PESC du Conseil du 16 février 2009, la Géorgie a soutenu « le renouvellement des mesures restrictives à l'encontre des dirigeants de la région transnistrienne de la république de Moldavie. » |
| Liechtenstein      | Avec d'autres États sur la position commune 2009/139/PESC du Conseil du 16 février 2009, le Liechtenstein a soutenu « le renouvellement des mesures restrictives à l'encontre des dirigeants de la région transnistrienne de la république de Moldavie. » |
| Macédoine du Nord  | Avec d'autres États sur la position commune 2009/139/PESC du Conseil du 16 février 2009, la Macédoine du Nord a soutenu « le renouvellement des mesures restrictives à l'encontre des dirigeants de la région transnistrienne de la république de Moldavie. » |
| Moldavie           | Pour la Moldavie, la Transnistrie devrait être une région autonome du pays, au même titre que la Gagaouzie. Le Premier ministre moldave Vlad Filat souhaitait voir la présence de l'armée russe remplacée par des casques bleus ou par une mission civile internationale et espérait le soutien européen. Le 13 décembre 2007 l'UE adopte le traité de Lisbonne et crée le nouveau poste de haut représentant de l'Union pour les affaires étrangères et la politique de sécurité : le vice-Premier ministre de Moldavie Victor Osipov (en) déclare alors : « Notre tâche est d'attirer l'attention sur la question transnistrienne » […] « nous parlons d'un conflit et d'une administration qui a et développe des capacités militaires, et d'une situation très fragile qui pourrait se détériorer et créer des risques dans l'Est de l'Europe. Les expériences d'autres conflits gelés montrent que ce n'est pas une bonne idée d'attendre qu'un incident majeur se produise ». Le 22 juin 2018, la Moldavie présente à l'ONU une résolution appelant au « retrait complet et inconditionnel des forces militaires étrangères du territoire de la république de Moldavie, y compris de la Transnistrie ». 64 États membres votent pour la résolution, 83 s'abstiennent et 15 votent contre, parmi lesquels la Russie, l'Arménie, la Corée du Nord, le Nicaragua, la Syrie et le Venezuela. |
| Monténégro         | Avec d'autres États sur la position commune 2009/139/PESC du Conseil du 16 février 2009, le Monténégro a soutenu « le renouvellement des mesures restrictives à l'encontre des dirigeants de la région transnistrienne de la république de Moldavie. » |
| Norvège            | Avec d'autres États sur la position commune 2009/139/PESC du Conseil du 16 février 2009, la Norvège a soutenu « le renouvellement des mesures restrictives à l'encontre des dirigeants de la région transnistrienne de la république de Moldavie. » |
| Russie             | Lors d'une visite à Kiev, le président russe Dmitri Medvedev s'est dit favorable à un « statut spécial » pour la Transnistrie sans préciser s'il entendait par là l'autonomie proposée par la Moldavie ou l'indépendance réclamée par les dirigeants transnistriens, et a réaffirmé le rôle « important et stabilisateur » de l'armée russe face à l'« impérialisme moldave, roumain et occidental ». Des personnalités russes ont appelé à reconnaître la république séparatiste. Depuis 1991, la Russie reconnaît officiellement la souveraineté moldave sur la Transnistrie ; en 2012 le Kremlin a exprimé sa « volonté de trouver une solution légale pour la Transnistrie en respectant l'intégrité territoriale de la Moldavie » mais le 22 février 2023 Vladimir Poutine a abrogé cette déclaration, abrogation pouvant permettre à la Russie de reconnaître officiellement la sécession transnistrienne, comme elle l'a déjà fait avec l'Abkhazie ou l'Ossétie du Sud en Géorgie. |
| Serbie             | Avec d'autres États sur la position commune 2009/139/PESC du Conseil du 16 février 2009, la Serbie du Nord a soutenu « le renouvellement des mesures restrictives à l'encontre des dirigeants de la région transnistrienne de la république de Moldavie. » En novembre 2015, des hommes politiques serbes ont participé à une conférence à Tiraspol. À la fin de la conférence, ces politiciens ont adopté une résolution proclamant que « la république moldave de Transnistrie (PMR) et la république de Serbie sont intéressées à élargir leur coopération multiforme avec la fédération de Russie, y compris dans la sphère militaro-politique ». |
| Turquie            | Avec d'autres États sur la position commune 2009/139/PESC du Conseil du 16 février 2009, la Turquie a soutenu « le renouvellement des mesures restrictives à l'encontre des dirigeants de la région transnistrienne de la république de Moldavie. » |
| Ukraine            | La position de l'Ukraine a évolué à mesure qu'elle sortait de la sphère d'influence russe. En juin 1992, le président ukrainien pro-russe de l'époque, Leonid Kravtchouk, a déclaré que l'Ukraine garantirait l'indépendance de la Transnistrie en cas d'union moldo-roumaine. En 2014, alors que la Crimée se détachait de l'Ukraine pour rejoindre la Russie, le président ukrainien de l'époque, Petro Porochenko, a déclaré que « la Pridnestrovie n'est pas un État souverain, mais le nom d'une région autonome le long de la frontière entre l'Ukraine et la Moldavie ». En 2017, le président transnistrien Vadim Krasnosselski a déclaré que la Pridniestrovie « entretient traditionnellement de bonnes relations avec l'Ukraine et nous voulons les maintenir ». Depuis l'invasion de l'Ukraine par la Russie, la Pridniestrovie apparaît comme une « exclave russe dans le dos de l'Ukraine ». |

### Positions des organisations internationales

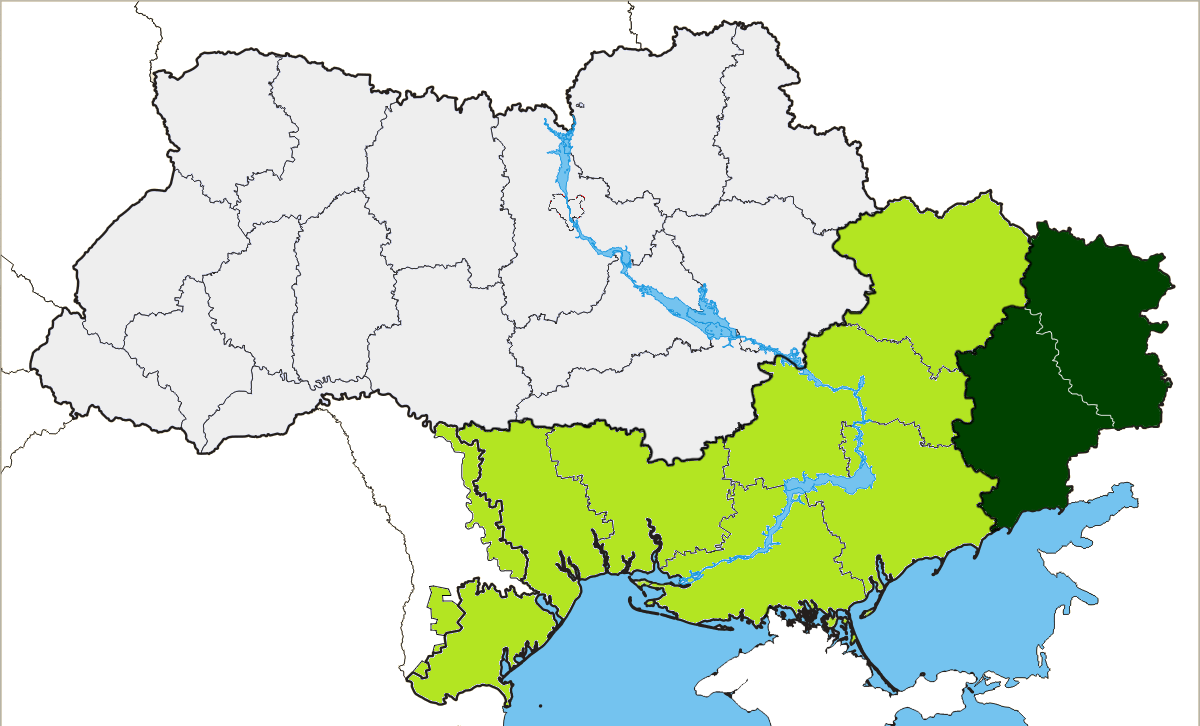
La Nouvelle-Russie (incluant la Transnistrie et la Gagaouzie) revendiquée en 2016 par le parti Nouvelle Russie ; en vert foncé, les oblasts de Donetsk et Lougansk détachées de l'Ukraine dès 2014. L'annexion russe du Sud et de l'Est de l'Ukraine en 2022 correspond à environ la moitié de cette revendication, soit quatre oblasts ukrainiennes et la Crimée, et ne s'étend pas à la Moldavie.

| Organisation                      | Notes |
| --------------------------------- | --- |
| Union européenne                  | L'Union européenne a pris note et s'est félicitée des « objectifs de la position commune 2009/139/PESC du Conseil du 16 février 2009, renouvelant des mesures restrictives à l'encontre des dirigeants de la région transnistrienne de la république de Moldavie ». L'UE a été invitée à relancer les négociations pour le format 5+2. |
| Communauté des États indépendants | En juin 2015, le secrétaire général de l'Organisation du traité de sécurité collective (OTSC), Nikolaï Bordyuzha (en), a déclaré qu'« [il] n'y a pas de solution militaire au conflit en Transnistrie. Si une guerre éclate dans la région, elle durera un longtemps et causer une grande effusion de sang. »                          |

## Rattachement de la Transnistrie à la Russie
Après l'annexion de la Crimée par la Russie en 2014, les espoirs des autorités transnistriennes que la Russie annexerait également leur territoire ont grandi. La Transnistrie compte une importante population ethnique russe et la totalité de ses habitants comprennent le russe. Le territoire est soutenu financièrement par la Russie, et l'éducation et les lois transnistriennes sont également calquées sur la Russie. En 2006, un référendum en Transnistrie (en) a été organisé par le premier président de Transnistrie Igor Smirnov pour choisir entre l'intégration à la Moldavie, l'indépendance ou l'intégration à la fédération de Russie. La première proposition a été rejetée à 96,61 % et les deux autres approuvées à 98,07 % à parts égales, le taux de participation étant de 78,55 %, mais la sincérité du scrutin a été mise en doute. Lorsque le 18 mars 2014 la Russie annexe la Crimée, le chef du parlement transnistrien Mikhail Burla (en) a envoyé une lettre à la Russie demandant la facilitation d'une annexion russe de la Transnistrie dans les lois du pays

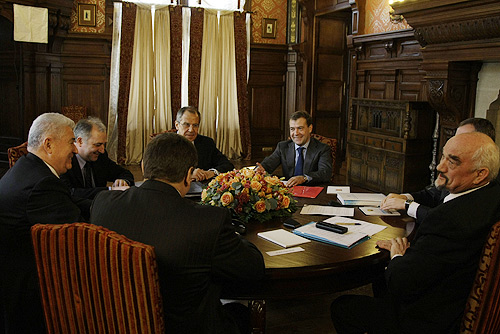
Mars 2009 : rencontre trilatérale Vladimir Voronine (pro-russe de Moldavie, à gauche), Dmitri Medvedev (Russie, au centre) et Igor Smirnov (Transnistrie, à droite).

Comme pour l'option de l'indépendance reconnue par la communauté internationale, celle du rattachement à la Russie est évoquée en lien avec le même traité international qui pourrait reconnaître l'Annexion russe du Sud et de l'Est de l'Ukraine (effective depuis le 30 septembre 2022). Dans cette perspective, le 22 février 2023 la Russie a abrogé un décret de 2012 exprimant la volonté du Kremlin de « trouver une solution légale pour la Transnistrie en respectant l'intégrité territoriale de la Moldavie », abrogation pouvant permettre à la Russie de reconnaître officiellement la sécession transnistrienne, comme elle l'a déjà fait avec L'Abkhazie ou l'Ossétie du Sud en Géorgie.
Plusieurs analystes estiment toutefois que la Russie ne tentera pas d'annexer la Transnistrie car la légalité russe devrait alors s'y exercer, ce qui rendrait plus difficiles un certain nombre d'échanges internationaux rendus possibles par la non-reconnaissance du pays, et dont la Russie aurait alors à répondre. Une annexion de la Transnistrie par la Russie comme oblast exclavée (comme l'oblast de Kaliningrad) serait contre-productive pour cet objectif, et pourrait même accélérer une unification non souhaitée entre la Moldavie et la Roumanie. De plus, la Transnistrie est petite (4 173 km2, dix fois moins que l'oblast de Moscou), éloignée de la Russie (environ 600 km de territoire ukrainien), enclavée, et les russes ethniques n'y forment qu'un tiers de la population, les deux autres tiers étant ukrainiens et moldaves, qui, même s'ils ne peuvent pas s'exprimer librement, pourraient se soulever contre un tel projet.
Sans la 14e armée de la Garde russe commandée en 1992 alors par le général Alexandre Lebed, la Transnistrie n'aurait pas pu exister.
Après l'Annexion de la Crimée par la Russie en 2014 des spéculations ont surgi pour savoir si la Transnistrie serait la prochaine étape. Le jour même de l'annexion de la Crimée, le 18 mars 2014, Mikhaïl Bourla (en), président du Conseil suprême de Transnistrie, a envoyé une lettre au nom du Conseil suprême de Transnistrie à l'ancien Président de la Douma d'État (l'une des deux chambres du Parlement russe) Sergueï Narychkine appelant à des modifications des lois russes pour faciliter une future annexion de la Transnistrie par la Russie. Jean-Claude Juncker, ancien Premier ministre luxembourgeois et alors futur président de la Commission européenne, a incité l'Union européenne à prendre des mesures pour éviter que la Moldavie ne soit « la prochaine victime de l'agression russe ». Le président roumain Traian Băsescu a appelé à accélérer le processus d'adhésion de la Moldavie à l'UE, la sécurité du pays en dépendant selon lui.

Carte montrant la fédération de Russie en rouge foncé avec les territoires occupés par la Russie en Europe en rouge clair, comme suit :
1. Transnistrie (depuis 1992)
2. Abkhazie (depuis 1992)
3. Ossétie du Sud (depuis 2008)
4. Crimée (depuis 2014)
5. Oblast de Louhansk (partiellement occupé par la république populaire de Louhansk depuis 2014)
6. Oblast de Donetsk (partiellement occupé par la république populaire de Donetsk (depuis 2014)
7. Oblast de Zaporijjia (partiellement occupé depuis 2022)
8. Oblast de Kherson (partiellement occupé depuis 2022)
(Cette carte n'inclut pas les îles Kouriles, disputées avec le Japon.)

Quelques jours plus tard, Nina Shtanski, alors ministre des Affaires étrangères de Transnistrie, approuvait l'annexion de la Crimée, déclarant « nous nous considérons comme faisant partie du monde russe et ne sommes pas différents des Russes et de la civilisation russe » » et demandant au président russe Vladimir Poutine d'annexer la Transnistrie.
Le 7 septembre 2016, le président de Transnistrie de l'époque, Evgueni Chevtchouk, a publié le décret n° 348 sur « la mise en œuvre des résultats du référendum républicain tenu le 17 septembre 2006 pour rapprocher le système juridique de la RMN du système russe et se préparer à une future annexion de la Transnistrie par la Russie ». Les autorités de Tiraspol ont également exprimé à plusieurs reprises leur intention d'adhérer à des organisations internationales parrainées par la Russie telles que l'ancienne Communauté économique eurasiatique, l'Union économique eurasiatique ou l'Union douanière eurasiatique. Le 12 avril 2017, le Conseil suprême de Transnistrie a adopté le tricolore russe comme drapeau co-officiel pour la république, afin de « renforcer davantage l'indépendance de la Transnistrie vis-à-vis de la Moldavie et l'intégration avec la Russie », comme le Conseil suprême lui-même l'a expliqué dans son communiqué. Le successeur d'Evgueni Chevtchouk à la présidence de la Transnistrie, Vadim Krasnoselsky, a exprimé en 2018 son engagement à faire en sorte que la Transnistrie rejoigne la Russie à l'avenir. Il a également déclaré en 2019 que « la Russie est notre destin » ».

Drapeau co-officiel de la Transnistrie adopté en 2017 en parité avec le drapeau transnistrien : c'est celui de la Russie.

Drapeau de la Transnistrie : c'est celui de la République socialiste soviétique de Moldavie.

Drapeau de la région autonome transnistrienne reconnue par la Moldavie et le droit international, sans l'emblème soviétique.

La Transnistrie est économiquement sous perfusion de la Russie qui paie les retraites et a effacé les dettes de gaz naturel ; de nombreuses entreprises transnistriennes appartiennent à des entreprises russes. De plus, les écoles transnistriennes utilisent des manuels russes pour enseigner l'histoire russe et de nombreux étudiants transnistriens se rendent dans des villes russes comme Moscou ou Saint-Pétersbourg pour étudier. Dans une étude réalisée entre octobre 2018 et février 2019, lorsqu'on leur a demandé quelle option conduirait à un développement plus rapide de la Transnistrie, 37,1 % des Transnistriens interrogés ont répondu : « faire partie de la Russie ». Par ailleurs, 22,6 % ont déclaré qu'un État transnistrien indépendant et internationalement reconnu le ferait, et seuls 5,2 % ont osé affirmer que l'intégration en Moldavie serait préférable.
Cependant, la Russie ne reconnaît toujours pas la Transnistrie comme un pays indépendant, contrairement à d'autres États séparatistes tels que l'Abkhazie et l'Ossétie du Sud, reconnus par elle en 2008, et n'a montré aucun intérêt à le faire. Il est possible que si la Russie faisait cela, elle perdrait toute son influence sur la politique moldave et rendrait la Moldavie plus fortement pro-occidentale. La Russie a déclaré à plusieurs reprises souhaiter pour la Transnistrie un « statut spécial » au sein de la Moldavie, pour conserver son influence sur l'ensemble de cette dernière. La reconnaissance de la Transnistrie par la Russie pourrait faciliter une unification de la Roumanie et de la Moldavie, à laquelle la Russie est opposée. De plus, la Transnistrie est considérablement plus éloignée de la Russie que la Crimée, et elle est enclavée, de sorte que la Russie ne pourrait être reliée au territoire que par des États devenus hostiles.

## Intégration de la Transnistrie dans la légalité moldave et le droit international
Cette solution proposée par les autorités moldaves vise à résoudre pacifiquement un conflit gelé depuis la guerre du Dniestr de 1992, l'un des premiers conflits post-soviétiques et à sortir la Transnistrie de son statut d'État non reconnu sans base légale, dont l'existence dépend uniquement du soutien militaire russe. Cette solution consisterait à en faire une région autonome dénommée Pridnestrovie (« près du Dniestr » en russe).
Cette intégration dans la légalité moldave et internationale a été proposée à plusieurs reprises. Certaines enquêtes réalisées sur le territoire suggèrent que de nombreuses personnes souhaiteraient rejoindre la Moldavie dans une fédération,. De nombreux Transnistriens ont également des passeports moldaves et certains votent aux élections moldaves.
Igor Dodon, président moldave de fin 2016 à fin 2020 et Maia Sandu, présidente depuis fin 2020, ont tous deux exprimé leur intention d'intégrer la Transnistrie à la Moldavie,. Une évaluation réalisée par l'USAID au début des années 2000 a suggéré que l'intégration de jure de la Transnistrie nécessiterait une aide substantielle de la part des donateurs internationaux, car sa sécession de facto a généré de coûteux problèmes économiques et une instabilité politique régionale.
En entrant en fonction, Maia Sandu a appelé les troupes russes à quitter la Moldavie et a déclaré qu'elle s'était engagée à réintégrer la Transnistrie en tant que région autonome.

### Tentatives
La résolution du conflit transnistrien parut proche le 8 mai 1997 lorsque fut signé le mémorandum de Moscou de 1997, conçu par le Premier ministre russe Ievgueni Primakov et soutenu par l'Ukraine et l'Organisation pour la sécurité et la coopération en Europe (OSCE), qui donnait à la Transnistrie une large autonomie économique, ainsi qu'un droit de véto dans le domaine des relations entre la Moldavie et la Russie. Cependant, l'accord n'a jamais été mis en oeuvre car la Transnistrie refusa d'adopter la Constitution, les institutions et les lois moldaves, envisageant une confédération entre deux États souverains mais associés, internationalement reconnus séparément, sur le modèle du Commonwealth.
En 2003, le président moldave pro-russe Vladimir Voronine, qui avait déjà déclaré que l'un de ses principaux objectifs de sa présidence serait d'intégrer la Transnistrie, a proposé au président transnistrien Igor Smirnov de l'aider à rédiger une nouvelle constitution moldave afin de convertir le pays en un État fédéral, ce que Smirnov a accepté. Ainsi ont commencé les négociations moldo-russo-transnistriennes avec la médiation ukrainienne et de l'OSCE. Dmitri Kozak, alors vice-Premier ministre russe, participait à ces négociations au npm du président russe Vladimir Poutine. Le mémorandum Kozak proposait un État fédéral « asymétrique », autorisant la présence militaire russe à long terme en Moldavie, ce à quoi les médiateurs étaient opposés. De plus, le mémorandum Kozak s'est heurté à une forte opposition populaire dans le pays, les Moldaves protestant contre cette « tentative d'annexer la Moldavie à la Transnistrie ». Le 24 novembre 2003, l'accord est abandonné.
Le 22 février 2023, la Russie abroge un décret de 2012 exprimant la volonté du Kremlin de « trouver une solution légale pour la Transnistrie en respectant l'intégrité territoriale de la Moldavie », abrogation pouvant permettre à la Russie de reconnaître officiellement la sécession transnistrienne, comme elle l'a déjà fait avec l'Abkhazie ou l'Ossétie du Sud en Géorgie.

## Conclusion
Dans une étude organisée par la Fondation de l'Université de la mer Noire entre octobre 2018 et février 2019, lorsqu'un groupe de Transnistriens a été interrogé sur l'option qui conduirait à un développement plus rapide de la république, seuls 5,2 % d'entre eux ont répondu par une réintégration en Moldavie, mais il faut rappeler qu'il n'y a pas d'opposition politique ni de liberté d'opinion en Transnistrie, que l'armée russe y est toujours stationnée, et qu'un grand nombre d'expatriés économiques transnistriens vit et travaille en Russie. C'est pourquoi 37,1% se déclarent partisans de l'intégration à la Russie, tandis que 22,6% croient encore à une Transnistrie indépendante et internationalement reconnue. Seuls 14% des Transnistriens se sentaient « moldaves », aucun roumain (personne ne souhaite se voir qualifier de « fasciste » et de « traître »), tandis que 37,3% se sentaient « transnistriens » sans autre précision (il peut d'agir d'ukrainiens rendus prudents par les tensions entre la Russie et l'Ukraine depuis 2014) et 35,7% russes. Les résultats varient en fonction de l'âge, car si 16 % des Transnistriens de plus de 60 ans se sentent « moldaves », seuls 7,2 % des personnes âgées de 18 à 29 ans l'affirment. En outre, 55,1% des Transnistriens affirmaient, comme les médias russes, que l'Ukraine et la Moldavie sont des menaces pour la Transnistrie, et la Russie une protectrice. Pourtant, au niveau de la vie quotidienne, 5,8 % des Transnistriens ont décrit les relations entre la population de la Moldavie et celle de la Transnistrie comme étant très bonnes, 49,3 % comme bonnes, 32,1 % comme distantes et 7,4 % comme très distantes, 5,4 % restants n'ayant pas répondu.